# Việt Nam tại Olympic Vật lý Quốc tế
Việt Nam bắt đầu tham gia Olympic Vật lý Quốc tế (IPhO) từ năm 1981. Năm 2008 Việt Nam đã tổ chức thành công IPhO lần thứ 39 từ ngày 21 tháng 7 đến ngày 28 tháng 7 tại Hà Nội. Năm 2008, đội Việt Nam được đánh giá là đội mạnh, sau đội Nga và đội Trung Quốc.
Các học sinh Việt Nam từng giành được hai huy chương vàng IPhO là:
- Nguyễn Tất Nghĩa, học sinh trường THPT chuyên Phan Bội Châu, Nghệ An (năm 2007 và năm 2008);
- Ngô Phi Long, học sinh trường THPT chuyên Sơn La (năm 2012 và năm 2013);
- Vũ Thanh Trung Nam, học sinh trường THPT chuyên Hà Nội - Amsterdam (năm 2014 và năm 2015);
- Đinh Thị Hương Thảo, học sinh trường THPT chuyên Lê Hồng Phong, Nam Định (năm 2015 và năm 2016).
- Nguyễn Thế Quỳnh, học sinh trường THPT chuyên Võ Nguyên Giáp, Quảng Bình (năm 2016 và năm 2017).
- Võ Hoàng Hải, học sinh trường THPT chuyên Khoa học Tự nhiên, Đại học Quốc gia Hà Nội (năm 2022 và năm 2023)

## Các đoàn học sinh Việt Nam tại IPhO
Chú thích:  = Huy chương Vàng;  = Huy chương
Bạc;  = Huy chương Đồng;
| IPhO (năm) | Địa điểm tổ chức         | Tên thí sinh           | Học sinh trường                                              | Giải thưởng | Điểm số  | Hạng | Xếp hạng toàn đoàn |
| ---------- | ------------------------ | ---------------------- | ------------------------------------------------------------ | ----------- | -------- | ---- | ------------------ |
| 12 (1981)  | Varna Bulgaria           | Trương Bá Hà           | THPT Phan Bội Châu, Khánh Hòa (lớp 11)                       | HCĐ         |          |      |                    |
| 12 (1981)  | Varna Bulgaria           | Lê Văn Hoàng           | THPT Phan Châu Trinh, Đà Nẵng (lớp 12)                       | Bằng khen   |          |      |                    |
| 12 (1981)  | Varna Bulgaria           | Vũ Ngọc Tước           | THPT Chu Văn An, Hà Nội (lớp 12)                             | Bằng khen   |          |      |                    |
| 12 (1981)  | Varna Bulgaria           | Đăng Đức Mạnh          | THPT Chuyên Lê Hồng Phong, Nam Định                          |             |          |      |                    |
| 12 (1981)  | Varna Bulgaria           | Đậu Hải Sơn            | THPT Chuyên Đại học Vinh, Nghệ An                            |             |          |      |                    |
| 13 (1982)  | Malente Tây Đức          | Nguyễn Vĩnh Khanh      | THPT chuyên Lê Hồng Phong, TP HCM                            | HCĐ         |          |      |                    |
| 13 (1982)  | Malente Tây Đức          | Hồ Hữu Nhân            | THPT Phan Chu Trinh, Đà Nẵng                                 | HCĐ         |          |      |                    |
| 13 (1982)  | Malente Tây Đức          | Trần Duy Thế           |                                                              | HCĐ         |          |      |                    |
| 13 (1982)  | Malente Tây Đức          | Hồ Trung Dũng          | THPT chuyên Lê Hồng Phong, TP HCM                            | HCĐ         |          |      |                    |
| 13 (1982)  | Malente Tây Đức          |                        |                                                              |             |          |      |                    |
| 14 (1983)  | Bucharest Romania        | Nguyễn Quan Sơn        |                                                              | HCĐ         |          |      |                    |
| 14 (1983)  | Bucharest Romania        | Phan Thanh Hải         |                                                              | Bằng khen   |          |      |                    |
| 14 (1983)  | Bucharest Romania        | Trần Hữu Huân          |                                                              | Bằng khen   |          |      |                    |
| 14 (1983)  | Bucharest Romania        |                        |                                                              |             |          |      |                    |
| 14 (1983)  | Bucharest Romania        |                        |                                                              |             |          |      |                    |
| 15 (1984)  | Sigtuna Thụy Điển        | Trần Nhật Quang        | THPT chuyên Lê Hồng Phong, Nam Định                          |             |          |      |                    |
| 15 (1984)  | Sigtuna Thụy Điển        |                        |                                                              |             |          |      |                    |
| 15 (1984)  | Sigtuna Thụy Điển        |                        |                                                              |             |          |      |                    |
| 15 (1984)  | Sigtuna Thụy Điển        |                        |                                                              |             |          |      |                    |
| 15 (1984)  | Sigtuna Thụy Điển        |                        |                                                              |             |          |      |                    |
| 16 (1985)  | Portorož Yugoslavia      | Nguyễn Minh Khang      | THPT chuyên Lê Hồng Phong, Thành phố Hồ Chí Minh             | Bằng khen   |          |      |                    |
| 16 (1985)  | Portorož Yugoslavia      | Phạm Xuân Hải          | THPT Việt Đức, Hà Nội                                        | Bằng khen   |          |      |                    |
| 16 (1985)  | Portorož Yugoslavia      | Bùi Hải Nguyên         | THPT Việt Đức, Hà Nội                                        | Không       |          |      |                    |
| 16 (1985)  | Portorož Yugoslavia      | Nguyễn Đình Duy        | THPT chuyên Quốc Học, Huế                                    | Không       |          |      |                    |
| 16 (1985)  | Portorož Yugoslavia      | Phan Gia Anh Vũ        | THPT chuyên Quốc Học, Huế                                    | Không       |          |      |                    |
| 17 (1986)  | London Anh               |                        |                                                              |             |          |      |                    |
| 17 (1986)  | London Anh               |                        |                                                              |             |          |      |                    |
| 17 (1986)  | London Anh               |                        |                                                              |             |          |      |                    |
| 17 (1986)  | London Anh               |                        |                                                              |             |          |      |                    |
| 17 (1986)  | London Anh               |                        |                                                              |             |          |      |                    |
| 18 (1987)  | Jena Đông Đức            | Hồ Sỹ Mậu Thúc         | THPT năng khiếu cấp 2-3 Quảng Nam - Đà Nẵng                  | HCĐ         |          |      |                    |
| 18 (1987)  | Jena Đông Đức            | Phạm Hưng              | THPT chuyên Lam Sơn, Thanh Hóa                               | Bằng khen   |          |      |                    |
| 18 (1987)  | Jena Đông Đức            | Trương Đình Ngô Quang  | THPT chuyên Quốc Học, Huế                                    | Bằng khen   |          |      |                    |
| 18 (1987)  | Jena Đông Đức            | Nguyễn Sơn Tùng        | THPT chuyên Hà Nội - Amsterdam                               | Bằng khen   |          |      |                    |
| 18 (1987)  | Jena Đông Đức            | Hoàng Tô               | THPT chuyên Hà Nội - Amsterdam                               | Không       |          |      |                    |
| 19 (1988)  | Bad Ischl Áo             | Phan Anh Tuấn          | THPT chuyên Hà Nội - Amsterdam                               | Bằng khen   |          |      |                    |
| 19 (1988)  | Bad Ischl Áo             | Nguyễn Mạnh Hải        | THPT chuyên Hà Nội - Amsterdam                               | Không       |          |      |                    |
| 19 (1988)  | Bad Ischl Áo             | Trần Hải Lộc           | THPT chuyên Hà Nội - Amsterdam                               | Không       |          |      |                    |
| 19 (1988)  | Bad Ischl Áo             |                        |                                                              |             |          |      |                    |
| 19 (1988)  | Bad Ischl Áo             |                        |                                                              |             |          |      |                    |
| 20 (1989)  | Varsava Ba Lan           |                        |                                                              |             |          |      |                    |
| 20 (1989)  | Varsava Ba Lan           |                        |                                                              |             |          |      |                    |
| 20 (1989)  | Varsava Ba Lan           |                        |                                                              |             |          |      |                    |
| 20 (1989)  | Varsava Ba Lan           |                        |                                                              |             |          |      |                    |
| 20 (1989)  | Varsava Ba Lan           |                        |                                                              |             |          |      |                    |
| 21 (1990)  | Groningen Hà Lan         | Chu Toàn Thắng         | THPT chuyên Hà Nội - Amsterdam                               | HCĐ         |          |      |                    |
| 21 (1990)  | Groningen Hà Lan         |                        |                                                              |             |          |      |                    |
| 21 (1990)  | Groningen Hà Lan         |                        |                                                              |             |          |      |                    |
| 21 (1990)  | Groningen Hà Lan         |                        |                                                              |             |          |      |                    |
| 21 (1990)  | Groningen Hà Lan         |                        |                                                              |             |          |      |                    |
| 22 (1991)  | La Habana Cuba           |                        |                                                              |             |          |      |                    |
| 22 (1991)  | La Habana Cuba           |                        |                                                              |             |          |      |                    |
| 22 (1991)  | La Habana Cuba           |                        |                                                              |             |          |      |                    |
| 22 (1991)  | La Habana Cuba           |                        |                                                              |             |          |      |                    |
| 22 (1991)  | La Habana Cuba           |                        |                                                              |             |          |      |                    |
| 23 (1992)  | Helsinki Phần Lan        | Mạc Đăng Minh          | THPT chuyên Nguyễn Trãi, Hải Dương                           | Không       |          |      |                    |
| 23 (1992)  | Helsinki Phần Lan        |                        |                                                              |             |          |      |                    |
| 23 (1992)  | Helsinki Phần Lan        |                        |                                                              |             |          |      |                    |
| 23 (1992)  | Helsinki Phần Lan        |                        |                                                              |             |          |      |                    |
| 23 (1992)  | Helsinki Phần Lan        |                        |                                                              |             |          |      |                    |
| 24 (1993)  | Williamsburg Hoa Kỳ      | Thái Thanh Minh        | THPT chuyên KHTN, ĐHQG Hà Nội (lớp 11)                       | HCĐ         |          |      |                    |
| 24 (1993)  | Williamsburg Hoa Kỳ      | Ngô Quang Long         | THPT chuyên Lê Hồng Phong, Nam Định (lớp 12)                 | Bằng khen   |          |      |                    |
| 24 (1993)  | Williamsburg Hoa Kỳ      | Lê Tùng                | THPT chuyên Lê Hồng Phong, TP HCM                            |             |          |      |                    |
| 24 (1993)  | Williamsburg Hoa Kỳ      | Nguyễn Hữu Nhật        |                                                              |             |          |      |                    |
| 24 (1993)  | Williamsburg Hoa Kỳ      | Đào Thế Sơn            | THPT chuyên KHTN, ĐHQG Hà Nội (lớp 11)                       |             |          |      |                    |
| 25 (1994)  | Bắc Kinh Trung Quốc      | Đinh Sỹ Quảng          | THPT chuyên Hà Nội - Amsterdam                               | HCĐ         |          |      |                    |
| 25 (1994)  | Bắc Kinh Trung Quốc      | Phùng Minh Hoàng       | THPT chuyên Hà Nội - Amsterdam                               | Bằng khen   |          |      |                    |
| 25 (1994)  | Bắc Kinh Trung Quốc      | Lê Hải Dương           | THPT chuyên Trần Phú, Hải Phòng                              | Bằng khen   |          |      |                    |
| 25 (1994)  | Bắc Kinh Trung Quốc      | Trần Ngọc Khanh        | THPT chuyên Hà Nội - Amsterdam                               | Không       |          |      |                    |
| 25 (1994)  | Bắc Kinh Trung Quốc      | Nguyễn Quang Vinh      | THPT chuyên Thái Bình                                        | Giải KK     |          |      |                    |
| 26 (1995)  | Canberra, Úc             | Đinh Sỹ Quảng          | THPT chuyên Hà Nội - Amsterdam                               | HCV         |          |      | 8/42               |
| 26 (1995)  | Canberra, Úc             | Nguyễn Xuân Sơn        | THPT chuyên Hà Nội - Amsterdam                               | HCB         |          |      | 8/42               |
| 26 (1995)  | Canberra, Úc             | Ngô Anh Đức            | THPT chuyên Hà Nội - Amsterdam                               | HCB         |          |      | 8/42               |
| 26 (1995)  | Canberra, Úc             | Võ Văn Đức             | THPT chuyên KHTN, ĐHQG Hà Nội (lớp 12)                       | HCB         |          |      | 8/42               |
| 26 (1995)  | Canberra, Úc             | Trần Thế Trung         | THPT chuyên KHTN, ĐHQG Hà Nội (lớp 11)                       | HCĐ         |          |      | 8/42               |
| 27 (1996)  | Oslo Na Uy               | Trần Thế Trung         | THPT chuyên KHTN, ĐHQG Hà Nội (lớp 12)                       | HCV         |          |      |                    |
| 27 (1996)  | Oslo Na Uy               | Nguyễn Xuân Sơn        | THPT chuyên Hà Nội - Amsterdam                               | HCB         |          |      |                    |
| 27 (1996)  | Oslo Na Uy               | Nguyễn Đức Trung Kiên  | THPT chuyên KHTN, ĐHQG Hà Nội (lớp 11)                       | HCB         |          |      |                    |
| 27 (1996)  | Oslo Na Uy               | Nguyễn Quang Hưng      | THPT chuyên KHTN, ĐHQG Hà Nội (lớp 12)                       | HCB         |          |      |                    |
| 27 (1996)  | Oslo Na Uy               | Phạm Đức Sơn           | THPT chuyên Hà Nội - Amsterdam                               | HCĐ         |          |      |                    |
| 28 (1997)  | Ontario Canada           | Nguyễn Đức Phương      | THPT chuyên Hà Nội - Amsterdam                               | HCB         |          |      | 13/47              |
| 28 (1997)  | Ontario Canada           | Nguyễn Đức Trung Kiên  | THPT chuyên KHTN, ĐHQG Hà Nội (lớp 12)                       | HCB         |          |      | 13/47              |
| 28 (1997)  | Ontario Canada           | Trần Thế Truyền        | THPT chuyên Lê Hồng Phong, Nam Định (lớp 12)                 | HCB         |          |      | 13/47              |
| 28 (1997)  | Ontario Canada           | Phạm Tuấn Minh         | THPT chuyên KHTN, ĐHQG Hà Nội (lớp 12)                       | HCĐ         |          |      | 13/47              |
| 28 (1997)  | Ontario Canada           | Bùi Văn Điệp           | THPT chuyên KHTN, ĐHQG Hà Nội (lớp 11)                       | HCĐ         |          |      | 13/47              |
| 29 (1998)  | Reykjavík Ai-xơ-len      | Hoàng Kỳ Sơn           | THPT chuyên Hà Nội - Amsterdam                               | HCB         |          |      |                    |
| 29 (1998)  | Reykjavík Ai-xơ-len      | Vũ Trí Khu             | THPT chuyên KHTN, ĐHQG Hà Nội (lớp 12)                       | HCĐ         |          |      |                    |
| 29 (1998)  | Reykjavík Ai-xơ-len      | Bùi Văn Điệp           | THPT chuyên KHTN, ĐHQG Hà Nội (lớp 12)                       | HCĐ         |          |      |                    |
| 29 (1998)  | Reykjavík Ai-xơ-len      | Nguyễn Trung Thành     | THPT chuyên KHTN, ĐHQG Hà Nội (lớp 12)                       | HCĐ         |          |      |                    |
| 29 (1998)  | Reykjavík Ai-xơ-len      | Nguyễn Quang Anh       | THPT chuyên Hà Nội - Amsterdam                               | HCĐ         |          |      |                    |
| 30 (1999)  | Padova Ý                 | Ngô Quang Tiến         | THPT chuyên KHTN, ĐHQG Hà Nội (lớp 11)                       | HCB         |          |      | 17/61              |
| 30 (1999)  | Padova Ý                 | Nguyễn Thanh Lam       | THPT chuyên KHTN, ĐHQG Hà Nội (lớp 12)                       | HCB         |          |      | 17/61              |
| 30 (1999)  | Padova Ý                 | Phạm Xuân Thanh        | THPT chuyên KHTN, ĐHQG Hà Nội (lớp 12)                       | HCB         |          |      | 17/61              |
| 30 (1999)  | Padova Ý                 | Đào Tùng Lâm           | THPT chuyên KHTN, ĐHQG Hà Nội (lớp 12)                       | HCB         |          |      | 17/61              |
| 30 (1999)  | Padova Ý                 | Nguyễn Thành Trung     | THPT chuyên KHTN, ĐHQG Hà Nội (lớp 12)                       | HCĐ         |          |      | 17/61              |
| 31 (2000)  | Leicester Anh            | Trần Việt Bắc          | THPT chuyên KHTN, ĐHQG Hà Nội (lớp 12)                       | HCĐ         |          |      |                    |
| 31 (2000)  | Leicester Anh            | Đào Anh Đức            | THPT chuyên Phan Bội Châu, Nghệ An                           | HCĐ         |          |      |                    |
| 31 (2000)  | Leicester Anh            | Vũ Ngọc Anh            | Phổ Thông Năng Khiếu, ĐHQG TP.HCM                            | HCĐ         |          |      |                    |
| 31 (2000)  | Leicester Anh            | Hoàng Ngọc Thạch       | THPT Quốc Học Huế                                            | HCĐ         |          |      |                    |
| 31 (2000)  | Leicester Anh            | Nguyễn Trung Dũng      | THPT chuyên Lê Hồng Phong, Nam Định (lớp 12)                 | Bằng khen   |          |      |                    |
| 32 (2001)  | Antalya Thổ Nhĩ Kỳ       | Nguyễn Bảo Trung       | THPT chuyên KHTN, ĐHQG Hà Nội (lớp 12)                       | HCV         |          |      | 11/47              |
| 32 (2001)  | Antalya Thổ Nhĩ Kỳ       | Bùi Lê Na              | THPT chuyên Hà Nội - Amsterdam                               | HCĐ         |          |      | 11/47              |
| 32 (2001)  | Antalya Thổ Nhĩ Kỳ       | Đặng Ngọc Dương        | THPT chuyên KHTN, ĐHQG Hà Nội (lớp 11)                       | HCĐ         |          |      | 11/47              |
| 32 (2001)  | Antalya Thổ Nhĩ Kỳ       | Đỗ Chính               | THPT chuyên KHTN, ĐHQG Hà Nội (lớp 12)                       | Bằng khen   |          |      | 11/47              |
| 32 (2001)  | Antalya Thổ Nhĩ Kỳ       | Vũ Khánh Tùng          | THPT chuyên KHTN, ĐHQG Hà Nội (lớp 12)                       | Bằng khen   |          |      | 11/47              |
| 33 (2002)  | Bali Indonesia           | Đặng Ngọc Dương        | THPT chuyên KHTN, ĐHQG Hà Nội (lớp 12)                       | HCV         |          |      |                    |
| 33 (2002)  | Bali Indonesia           | Lương Tuấn Thành       | THPT chuyên KHTN, ĐHQG Hà Nội (lớp 12)                       | HCB         |          |      |                    |
| 33 (2002)  | Bali Indonesia           | Nguyễn Huy Thành       | THPT chuyên KHTN, ĐHQG Hà Nội (lớp 12)                       | HCĐ         |          |      |                    |
| 33 (2002)  | Bali Indonesia           | Nghiêm Viết Nam        | THPT chuyên Nguyễn Trãi, Hải Dương                           | HCĐ         |          |      |                    |
| 33 (2002)  | Bali Indonesia           | Tống Văn Trọng         | THPT chuyên Lam Sơn, Thanh Hóa                               | HCĐ         |          |      |                    |
| 34 (2003)  | Đài Bắc, Đài Loan        | Vũ Quốc Hiển           | THPT chuyên Hùng Vương, Phú Thọ                              | HCB         |          |      | 19/44              |
| 34 (2003)  | Đài Bắc, Đài Loan        | Nguyễn Hữu Thuần       | THPT chuyên KHTN, ĐHQG Hà Nội (lớp 12)                       | HCĐ         |          |      | 19/44              |
| 34 (2003)  | Đài Bắc, Đài Loan        | Hoàng Trung Trí        | THPT Chuyên Nguyễn Trãi, Hải Dương                           | HCĐ         |          |      | 19/44              |
| 34 (2003)  | Đài Bắc, Đài Loan        | Cao Vũ Nhân            | THPT chuyên KHTN, ĐHQG Hà Nội (lớp 12)                       | Bằng khen   |          |      | 19/44              |
| 34 (2003)  | Đài Bắc, Đài Loan        | Nguyễn Xuân Tùng       | THPT chuyên Lam Sơn, Thanh Hóa                               | Không       |          |      | 19/44              |
| 35 (2004)  | Pohang Hàn Quốc          | Đoàn Văn Khánh         | THPT chuyên Lê Hồng Phong, Nam Định                          | HCB         |          |      |                    |
| 35 (2004)  | Pohang Hàn Quốc          | Nguyễn Hải Châu        | THPT chuyên KHTN, ĐHQG Hà Nội                                | HCB         |          |      |                    |
| 35 (2004)  | Pohang Hàn Quốc          | Đào Xuân Dũng          | THPT chuyên Nguyễn Huệ, Hà Tây                               | HCB         |          |      |                    |
| 35 (2004)  | Pohang Hàn Quốc          | Trịnh Hồng Phúc        | THPT chuyên KHTN, ĐHQG Hà Nội                                | HCĐ         |          |      |                    |
| 35 (2004)  | Pohang Hàn Quốc          | Nguyễn Công Thành      | THPT chuyên Lê Quý Đôn, Đà Nẵng                              | HCĐ         |          |      |                    |
| 36 (2005)  | Salamanca Tây Ban Nha    | Nguyễn Thị Phương Dung | THPT chuyên Vĩnh Phúc                                        | HCV         |          |      | 15/64              |
| 36 (2005)  | Salamanca Tây Ban Nha    | Nguyễn Minh Hải        | THPT chuyên KHTN, ĐHQG Hà Nội (lớp 12)                       | HCB         |          |      | 15/64              |
| 36 (2005)  | Salamanca Tây Ban Nha    | Văn Sỹ Chiến           | THPT chuyên KHTN, ĐHQG Hà Nội (lớp 12)                       | HCB         |          |      | 15/64              |
| 36 (2005)  | Salamanca Tây Ban Nha    | Nguyễn Quang Huy       | THPT chuyên KHTN, ĐHQG Hà Nội (lớp 11)                       | HCĐ         |          |      | 15/64              |
| 37 (2006)  | Singapore                | Trần Xuân Quý          | THPT chuyên KHTN, ĐHQG Hà Nội                                | HCĐ         |          |      |                    |
| 37 (2006)  | Singapore                | Phạm Tuấn Hiệp         | THPT chuyên Trần Phú, Hải Phòng                              | HCĐ         |          |      |                    |
| 37 (2006)  | Singapore                | Nguyễn Đăng Phương     | THPT chuyên Vĩnh Phúc                                        | HCĐ         |          |      |                    |
| 37 (2006)  | Singapore                | Phan Hữu Thành         | THPT chuyên Phan Bội Châu, Nghệ An                           | HCĐ         |          |      |                    |
| 37 (2006)  | Singapore                | Bùi Đức Thắng          | THPT chuyên Lê Quý Đôn, Đà Nẵng (lớp 11)                     | Không       |          |      |                    |
| 38 (2007)  | Isfahan Iran             | Nguyễn Tất Nghĩa       | THPT chuyên Phan Bội Châu, Nghệ An (lớp 11)                  | HCV         |          |      | 7/62               |
| 38 (2007)  | Isfahan Iran             | Bùi Đức Thắng          | THPT chuyên Lê Quý Đôn, Đà Nẵng (lớp 12)                     | HCV         |          |      | 7/62               |
| 38 (2007)  | Isfahan Iran             | Mai Thanh Tùng         | THPT chuyên Hà Nội - Amsterdam (lớp 12)                      | HCB         |          |      | 7/62               |
| 38 (2007)  | Isfahan Iran             | Đỗ Hoàng Anh           | THPT chuyên KHTN, ĐHQG Hà Nội (lớp 11)                       | HCB         |          |      | 7/62               |
| 38 (2007)  | Isfahan Iran             | Nguyễn Ngọc Hưng       | THPT chuyên KHTN, ĐHQG Hà Nội (lớp 12)                       | Bằng khen   |          |      | 7/62               |
| 39 (2008)  | Hà Nội Việt Nam          | Huỳnh Minh Toàn        | THPT chuyên Lê Quý Đôn, Đà Nẵng                              | HCV         |          | 11   | 5                  |
| 39 (2008)  | Hà Nội Việt Nam          | Nguyễn Đức Minh        | THPT chuyên Hà Nội - Amsterdam                               | HCV         |          | 12   | 5                  |
| 39 (2008)  | Hà Nội Việt Nam          | Đỗ Hoàng Anh           | THPT chuyên KHTN, ĐHQG Hà Nội (lớp 12)                       | HCV         |          | 22   | 5                  |
| 39 (2008)  | Hà Nội Việt Nam          | Nguyễn Tất Nghĩa       | THPT chuyên Phan Bội Châu, Nghệ An                           | HCV         |          | 32   | 5                  |
| 39 (2008)  | Hà Nội Việt Nam          | Trần Anh Vũ            | THPT dân lập Đào Duy Từ, Hà Nội                              | HCĐ         |          | 94   | 5                  |
| 40 (2009)  | Mérida México            | Vũ Hồng Anh            | THPT chuyên Trần Phú, Hải Phòng                              | HCB         |          | 61   | 20/62              |
| 40 (2009)  | Mérida México            | Phạm Văn Quyền         | THPT chuyên Lê Hồng Phong, Nam Định                          | HCB         |          | 70   | 20/62              |
| 40 (2009)  | Mérida México            | Phạm Thành Long        | THPT Chuyên Nguyễn Trãi, Hải Dương                           | HCB         |          | 72   | 20/62              |
| 40 (2009)  | Mérida México            | Nguyễn Đình Tùng       | THPT chuyên Lê Quý Đôn, Đà Nẵng (lớp 12)                     | HCB         |          | 95   | 20/62              |
| 40 (2009)  | Mérida México            | Nguyễn Phan Minh       | Trường Phổ thông Năng khiếu, Đại học Quốc gia TPHCM          | HCB         |          | 96   | 20/62              |
| 41 (2010)  | Zagreb Croatia           | Đinh Anh Minh          | THPT Chuyên Quốc học - Huế                                   | HCV         |          | 21   |                    |
| 41 (2010)  | Zagreb Croatia           | Phạm Bình Minh         | THPT chuyên Trần Phú, Hải Phòng                              | HCB         |          | 46   |                    |
| 41 (2010)  | Zagreb Croatia           | Phạm Văn Quyền         | THPT chuyên Lê Hồng Phong, Nam Định                          | HCB         |          | 67   |                    |
| 41 (2010)  | Zagreb Croatia           | Phan Văn Trung         | THPT chuyên Hà Nội - Amsterdam                               | HCB         |          | 69   |                    |
| 41 (2010)  | Zagreb Croatia           | Nguyễn Hoành Đạo       | THPT chuyên Lam Sơn, Thanh Hóa                               | HCĐ         |          | 144  |                    |
| 42 (2011)  | Bangkok Thái Lan         | Nguyễn Huy Hoàng       | THPT chuyên Phan Bội Châu, Nghệ An (lớp 12)                  | HCV         | 41.86/50 | 39   | 17/72              |
| 42 (2011)  | Bangkok Thái Lan         | Nguyễn Đình Hội        | THPT chuyên Phan Bội Châu, Nghệ An (lớp 12)                  | HCB         | 36.2/50  | 89   | 17/72              |
| 42 (2011)  | Bangkok Thái Lan         | Hoàng Lê Phương        | THPT chuyên Lê Quý Đôn, Đà Nẵng (lớp 12)                     | HCB         | 35.2/50  | 107  | 17/72              |
| 42 (2011)  | Bangkok Thái Lan         | Đinh Huy Hồng Quân     | Trường Phổ thông Năng khiếu, Đại học Quốc gia TPHCM (lớp 12) | HCĐ         | 30.9/50  | 138  | 17/72              |
| 42 (2011)  | Bangkok Thái Lan         | Lê Huy Quang           | THPT chuyên Lam Sơn, Thanh Hóa (lớp 11)                      | HCĐ         | 27.4/50  | 174  | 17/72              |
| 43 (2012)  | Estonia                  | Ngô Phi Long           | THPT chuyên Sơn La (lớp 11)                                  | HCV         |          | 34   |                    |
| 43 (2012)  | Estonia                  | Đinh Ngọc Hải          | THPT chuyên Biên Hòa, Hà Nam (lớp 12)                        | HCV         |          | 44   |                    |
| 43 (2012)  | Estonia                  | Lê Huy Quang           | THPT chuyên Lam Sơn, Thanh Hóa (lớp 12)                      | HCB         |          | 62   |                    |
| 43 (2012)  | Estonia                  | Bùi Xuân Hiển          | THPT chuyên Lê Hồng Phong, Nam Định (lớp 12)                 | HCĐ         |          | 126  |                    |
| 43 (2012)  | Estonia                  | Đinh Việt Thắng        | THPT chuyên Lê Hồng Phong, Nam Định (lớp 12)                 | HCĐ         |          | 141  |                    |
| 44 (2013)  | Đan Mạch                 | Bùi Quang Tú           | THPT chuyên Hà Nội - Amsterdam (lớp 12)                      | HCV         |          | 10   | 11/81              |
| 44 (2013)  | Đan Mạch                 | Ngô Phi Long           | THPT chuyên Sơn La (lớp 12)                                  | HCV         |          | 21   | 11/81              |
| 44 (2013)  | Đan Mạch                 | Mỵ Duy Hoàng Long      | THPT chuyên Lam Sơn, Thanh Hóa (lớp 12)                      | HCB         |          | 64   | 11/81              |
| 44 (2013)  | Đan Mạch                 | Lê Duy Anh             | THPT chuyên Lam Sơn, Thanh Hóa (lớp 12)                      | HCĐ         |          | 145  | 11/81              |
| 44 (2013)  | Đan Mạch                 | Trần Thị Thu Hương     | THPT chuyên Lê Hồng Phong, Nam Định (lớp 12)                 | HCĐ         |          | 178  | 11/81              |
| 45 (2014)  | Kazakhstan               | Cao Ngọc Thái          | THPT chuyên Phan Bội Châu, Nghệ An (lớp 12)                  | HCV         |          | 3    |                    |
| 45 (2014)  | Kazakhstan               | Đỗ Thị Bích Huệ        | THPT chuyên Khoa học tự nhiên, ĐHQG HN (lớp 12)              | HCV         |          | 16   |                    |
| 45 (2014)  | Kazakhstan               | Vũ Thanh Trung Nam     | THPT chuyên Hà Nội - Amsterdam (lớp 11)                      | HCV         |          | 29   |                    |
| 45 (2014)  | Kazakhstan               | Đào Phương Khôi        | THPT chuyên Khoa học tự nhiên, ĐHQG HN (lớp 12)              | HCB         |          | 45   |                    |
| 45 (2014)  | Kazakhstan               | Phạm Nguyễn Tuấn Anh   | Phổ thông Năng khiếu, ĐHQG TP HCM (lớp 12)                   | HCB         |          | 81   |                    |
| 46 (2015)  | Ấn Độ                    | Vũ Thanh Trung Nam     | THPT chuyên Hà Nội - Amsterdam (lớp 12)                      | HCV         | 45.4/50  | 14   | 6/72               |
| 46 (2015)  | Ấn Độ                    | Nguyễn Công Thành      | THPT chuyên Trần Phú, Hải Phòng (lớp 12)                     | HCV         | 42.8/50  | 29   | 6/72               |
| 46 (2015)  | Ấn Độ                    | Đinh Thị Hương Thảo    | THPT chuyên Lê Hồng Phong, Nam Định (lớp 11)                 | HCV         | 42.5/50  | 32   | 6/72               |
| 46 (2015)  | Ấn Độ                    | Nguyễn Ngọc Khánh      | THPT chuyên Phan Bội Châu, Nghệ An (lớp 12)                  | HCB         | 40.6/50  | 51   | 6/72               |
| 46 (2015)  | Ấn Độ                    | Nguyễn Quang Nam       | THPT chuyên ĐH Sư phạm Hà Nội (lớp 11)                       | HCB         | 35.8/50  | 77   | 6/72               |
| 47 (2016)  | Thụy Sĩ và Liechtenstein | Đinh Thị Hương Thảo    | THPT chuyên Lê Hồng Phong, Nam Định (lớp 12)                 | HCV         | 40.9/50  | 32   | xx/87              |
| 47 (2016)  | Thụy Sĩ và Liechtenstein | Nguyễn Thế Quỳnh       | THPT chuyên Võ Nguyên Giáp, Quảng Bình (lớp 11)              | HCV         | 40.8/50  | 33   | xx/87              |
| 47 (2016)  | Thụy Sĩ và Liechtenstein | Phạm Quang Minh        | THPT chuyên Hà Nội - Amsterdam (lớp 12)                      | HCB         | 36.3/50  | 61   | xx/87              |
| 47 (2016)  | Thụy Sĩ và Liechtenstein | Nguyễn Quang Nam       | THPT chuyên Đại học Sư phạm Hà Nội (lớp 12)                  | HCB         | 33.3/50  | 84   | xx/87              |
| 47 (2016)  | Thụy Sĩ và Liechtenstein | Phạm Ngọc Nam          | THPT chuyên Lê Hồng Phong, Nam Định (lớp 12)                 | HCĐ         | 26.1/50  | 162  | xx/87              |
| 48 (2017)  | Yogyakarta Indonesia     | Đinh Anh Dũng          | THPT chuyên Hà Nội - Amsterdam (lớp 12)                      | HCV         |          |      | 5/86               |
| 48 (2017)  | Yogyakarta Indonesia     | Tạ Bá Dũng             | THPT chuyên Khoa học tự nhiên, ĐHQG HN (lớp 12)              | HCV         | 30.25/50 |      | 5/86               |
| 48 (2017)  | Yogyakarta Indonesia     | Nguyễn Thế Quỳnh       | THPT chuyên Võ Nguyên Giáp (lớp 12)                          | HCV         | 29.95/50 |      | 5/86               |
| 48 (2017)  | Yogyakarta Indonesia     | Trần Hữu Bình Minh     | THPT chuyên Phan Bội Châu, Nghệ An (lớp 12)                  | HCV         |          |      | 5/86               |
| 48 (2017)  | Yogyakarta Indonesia     | Phan Tuấn Linh         | THPT chuyên Phan Bội Châu, Nghệ An (lớp 12)                  | HCB         |          |      | 5/86               |
| 49 (2018)  | Lisbon, Bồ Đào Nha       | Nguyễn Ngọc Long       | THPT chuyên Lam Sơn, Thanh Hoá (lớp 12)                      | HCV         | 38.1/50  | 16   | 122                |
| 49 (2018)  | Lisbon, Bồ Đào Nha       | Trần Đức Huy           | THPT chuyên Hà Nội - Amsterdam (lớp 12)                      | HCV         | 37.95/50 | 17   | 122                |
| 49 (2018)  | Lisbon, Bồ Đào Nha       | Nguyễn Xuân Tân        | THPT chuyên Khoa học tự nhiên, ĐHQG HN (lớp 11)              | HCB         | 32.55/50 | 57   | 122                |
| 49 (2018)  | Lisbon, Bồ Đào Nha       | Trịnh Duy Hiếu         | THPT chuyên Bắc Giang, tỉnh Bắc Giang (lớp 11)               | HCB         | 31.35/50 | 61   | 122                |
| 49 (2018)  | Lisbon, Bồ Đào Nha       | Nguyễn Văn Thành Lợi   | THPT chuyên Quang Trung, Bình Phước (lớp 12)                 | HCĐ         | 25.75/50 | 122  | 122                |
| 50 (2019)  | Tel Aviv Israel          | Trần Xuân Tùng         | THPT chuyên Hà Nội - Amsterdam (lớp 12)                      | HCV         | 33.6/50  | 10   | 4/78               |
| 50 (2019)  | Tel Aviv Israel          | Nguyễn Xuân Ưng        | THPT chuyên Khoa học tự nhiên, ĐHQG HN (lớp 12)              | HCV         |          | 31   | 4/78               |
| 50 (2019)  | Tel Aviv Israel          | Nguyễn Khánh Linh      | THPT chuyên Lam Sơn, Thanh Hóa (lớp 12)                      | HCV         |          | 32   | 4/78               |
| 50 (2019)  | Tel Aviv Israel          | Lê Việt Hoàng          | THPT chuyên Biên Hòa, Hà Nam (lớp 12)                        | HCB         |          | 42   | 4/78               |
| 50 (2019)  | Tel Aviv Israel          | Trịnh Duy Hiếu         | THPT chuyên Bắc Giang, tỉnh Bắc Giang (lớp 12)               | HCB         |          | 68   | 4/78               |
| 51 (2020)  | [ 29 ]                   | Nguyễn Khắc Hải Long   | THPT chuyên ĐH Sư phạm Hà Nội (lớp 12)                       | HCB         |          |      |                    |
| 51 (2020)  | [ 29 ]                   | Vũ Ngô Hoàng Dương     | THPT chuyên Khoa học tự nhiên, ĐHQG HN (lớp 10)              | HCB         |          |      |                    |
| 51 (2020)  | [ 29 ]                   | Lê Minh Hoàng          | THPT chuyên Khoa học tự nhiên, ĐHQG HN (lớp 11)              | HCB         |          |      |                    |
| 51 (2020)  | [ 29 ]                   | Trang Đào Công Minh    | THPT chuyên Khoa học tự nhiên, ĐHQG HN (lớp 12)              | HCB         |          |      |                    |
| 51 (2020)  | [ 29 ]                   | Nguyễn Lê Đức Hoàng    | THPT chuyên Hà Nội - Amsterdam (lớp 12)                      | HCĐ         |          |      |                    |
| 51 (2021)  | Vilnius Lithuania        | Nguyễn Mạnh Quân       | THPT chuyên Hà Nội - Amsterdam (lớp 12)                      | HCV         | 37.64/50 | 18   | 6/76               |
| 51 (2021)  | Vilnius Lithuania        | Trang Đào Công Minh    | THPT chuyên Khoa học tự nhiên, ĐHQG HN (lớp 12)              | HCV         | 35.08/50 | 30   | 6/76               |
| 51 (2021)  | Vilnius Lithuania        | Trần Quang Vinh        | THPT chuyên Hà Nội - Amsterdam (lớp 12)                      | HCV         | 34.73/50 | 31   | 6/76               |
| 51 (2021)  | Vilnius Lithuania        | Nguyễn Trọng Thuận     | THPT chuyên Lam Sơn, Thanh Hóa (lớp 12)                      | HCB         | 29.15/50 | 57   | 6/76               |
| 51 (2021)  | Vilnius Lithuania        | Bùi Thanh Tân          | THPT chuyên Phan Bội Châu, Nghệ An (lớp 12)                  | HCB         | 25.39/50 | 89   | 6/76               |
| 52 (2022)  | Thụy Sĩ                  | Lê Minh Hoàng          | THPT chuyên Khoa học tự nhiên, ĐHQG HN (lớp 12)              | HCV         | 25.25/50 | 26   | 5/77               |
| 52 (2022)  | Thụy Sĩ                  | Vũ Ngô Hoàng Dương     | THPT chuyên Khoa học tự nhiên, ĐHQG HN (lớp 11)              | HCV         | 24.75/50 | 29   | 5/77               |
| 52 (2022)  | Thụy Sĩ                  | Võ Hoàng Hải           | THPT chuyên Khoa học tự nhiên, ĐHQG HN (lớp 10)              | HCV         | 23.75/50 | 38   | 5/77               |
| 52 (2022)  | Thụy Sĩ                  | Nguyễn Đăng Phúc       | THPT chuyên Bắc Ninh, Bắc Ninh (lớp 12)                      | HCB         | 16.90/50 | 89   | 5/77               |
| 52 (2022)  | Thụy Sĩ                  | Phùng Công Hiếu        | THPT chuyên Vĩnh Phúc, tỉnh Vĩnh Phúc (lớp 12)               | HCĐ         | 15.60/50 | 115  | 5/77               |
| 53 (2023)  | Tokyo, Nhật Bản          | Nguyễn Tuấn Phong      | THPT chuyên Bắc Ninh, Bắc Ninh (lớp 12)                      | HCV         | 37.50/50 | 22   | 9/70               |
| 53 (2023)  | Tokyo, Nhật Bản          | Võ Hoàng Hải           | THPT chuyên Khoa học tự nhiên, ĐHQG HN (lớp 11)              | HCV         | 35.90/50 | 33   | 9/70               |
| 53 (2023)  | Tokyo, Nhật Bản          | Nguyễn Tuấn Dương      | THPT chuyên Trần Phú, Hải Phòng (lớp 12)                     | HCB         | 31.60/50 | 59   | 9/70               |
| 53 (2023)  | Tokyo, Nhật Bản          | Lê Viết Hoàng Anh      | THPT chuyên Lam Sơn, Thanh Hoá (lớp 12)                      | HCB         | 27.40/50 | 83   | 9/70               |
| 53 (2023)  | Tokyo, Nhật Bản          | Phan Thế Mạnh          | THPT chuyên Bắc Ninh, Bắc Ninh (lớp 12)                      | HCĐ         | 24.50/50 | 114  | 9/70               |
| 54 (2024)  | Isfahan, Iran            | Thân Thế Công          | THPT chuyên Bắc Giang, Bắc Giang (lớp 12)                    | HCV         | 38.75/50 | 9    | 4/36               |
| 54 (2024)  | Isfahan, Iran            | Trương Phi Hùng        | THPT chuyên Bắc Giang, Bắc Giang (lớp 12)                    | HCV         | 37.46/50 | 13   | 4/36               |
| 54 (2024)  | Isfahan, Iran            | Nguyễn Nhật Minh       | THPT chuyên Khoa học tự nhiên, ĐHQG HN (lớp 12)              | HCB         | 27.10/50 | 30   | 4/36               |
| 54 (2024)  | Isfahan, Iran            | Hà Duyên Phúc          | THPT chuyên Lam Sơn, Thanh Hoá (lớp 12)                      | HCB         | 20.55/50 | 46   | 4/36               |
| 54 (2024)  | Isfahan, Iran            | Nguyễn Thành Duy       | THPT chuyên Trần Phú, Hải Phòng (lớp 12)                     | HCB         | 19.75/50 | 49   | 4/36               |
| 55 (2025)  | Paris, Pháp              | Nguyễn Thế Quân        | THPT chuyên Phan Bội Châu, Nghệ An (lớp 12)                  | HCV         | 34.6/50  | 16   | 10/74              |
| 55 (2025)  | Paris, Pháp              | Lý Bá Khôi             | THPT chuyên Khoa học tự nhiên, ĐHQG HN (lớp 12)              | HCB         | 28.1/50  | 52   | 10/74              |
| 55 (2025)  | Paris, Pháp              | Trương Đức Dũng        | THPT chuyên Khoa học tự nhiên, ĐHQG HN (lớp 12)              | HCB         | 27.8/50  | 57   | 10/74              |
| 55 (2025)  | Paris, Pháp              | Nguyễn Công Vinh       | THPT chuyên Bắc Ninh, Bắc Ninh (lớp 12)                      | HCB         | 25.7/50  | 72   | 10/74              |
| 55 (2025)  | Paris, Pháp              | Trần Lê Thiện Nhân     | THPT chuyên Quốc học, Huế (lớp 12)                           | HCB         | 24.4/50  | 87   | 10/74              |

### Các giải đặc biệt
- Thí sinh giỏi nhất từ các nước ở rất xa tại IPhO 1984: Trần Nhật Quang
- Thí sinh giỏi nhất mỗi đội tại IPhO 1993: Thái Thanh Minh
- Các huy chương đặc biệt tại IPhO 1994 dành riêng cho phần thi lý thuyết:
  - Huy chương Bạc: Đinh Sỹ Quảng
  - Huy chương Đồng: Phùng Minh Hoàng
  - Giải Khuyến khích: Trần Ngọc Khanh, Nguyễn Quang Vinh
- Lời giải độc đáo nhất cho bài toán lí thuyết số 3 tại IPhO 1995: Trần Thế Trung
- Vị trí Nhất tuyệt đối và thí sinh làm bài thi Thực hành tốt nhất tại IPhO 2002: Đặng Ngọc Dương[32]
- Thí sinh Việt Nam có thành tích tốt nhất tại IPhO 2008: Huỳnh Minh Toàn[33]
- Giải đặc biệt của Liên hiệp Hội Vật lý châu Á - Thái Bình Dương tại IPhO 2013: Trần Thị Thu Hương[34]
- Thí sinh nữ xuất sắc nhất và giải đặc biệt của Liên hiệp Hội Vật lý châu Á - Thái Bình Dương tại IPhO 2014: Đỗ Thị Bích Huệ[35]
- Thí sinh nữ xuất sắc nhất tại IPhO 2015: Đinh Thị Hương Thảo[36]
- Giải thưởng của Liên hiệp Hội Vật lý châu Á - Thái Bình Dương trao tặng cho thí sinh nữ đến từ châu Á - Thái Bình Dương đạt kết quả cao nhất tại IPhO 2016: Đinh Thị Hương Thảo[37]
- Thí sinh nữ xuất sắc nhất tại IPhO 2019: Nguyễn Khánh Linh[38]